# 大島部屋

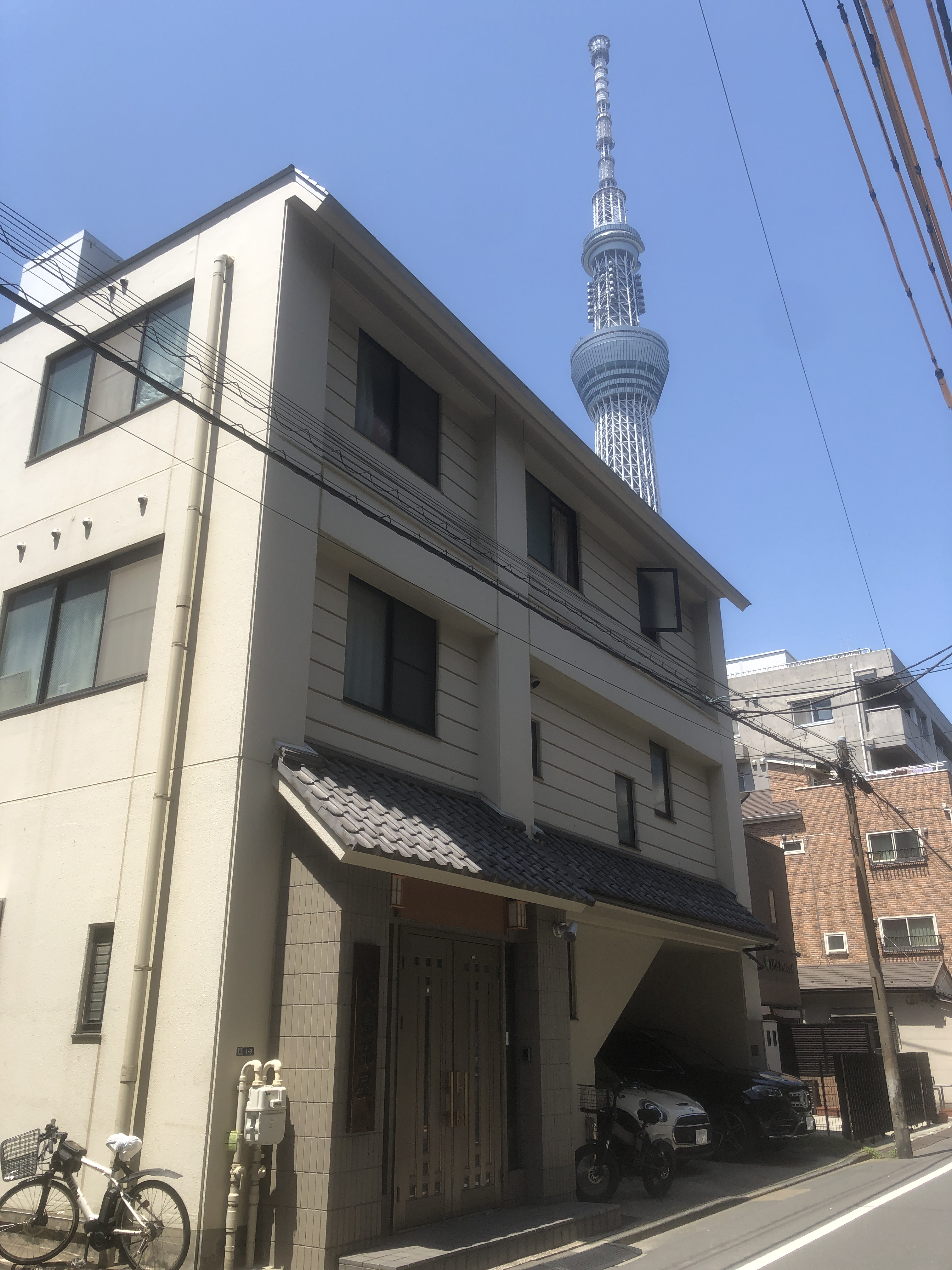

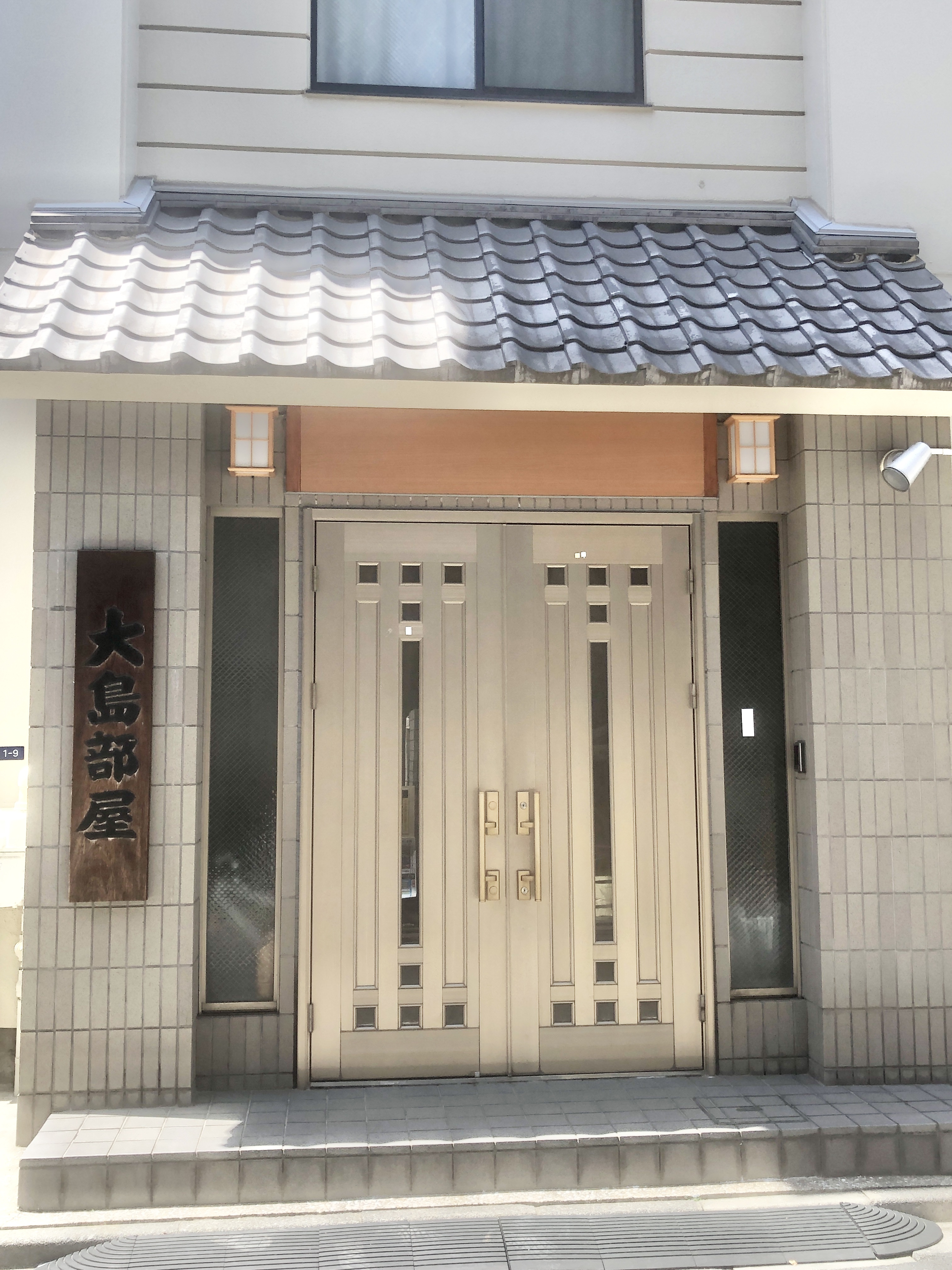

大島部屋（おおしまべや）は、日本相撲協会に所属している伊勢ヶ濱一門の相撲部屋である。

## 歴史

### 2代時代
1979年（昭和54年）9月場所限りで現役引退した立浪部屋（元関脇・羽黒山）所属の大関・旭國は、年寄・2代大島を襲名し立浪部屋の部屋付き親方として後進の指導にあたっていたが、1980年（昭和55年）1月に分家独立して大島部屋を創設、同年3月場所に新弟子約10人でスタートした。
2代大島は、第63代横綱・旭富士や小結・旭道山、同・旭豊をはじめ一代で多くの関取を育て、部屋は立浪一門の中核的な存在となった。また、1992年（平成4年）には、モンゴルから6人の新弟子を迎え入れ、現在まで続くモンゴル人力士の隆盛の先駆けとなった。その中からは、旭鷲山が小結に、旭天鵬が関脇にまで昇進した。
1996年（平成8年）には、旭道山が第41回衆議院議員総選挙に現役力士として出馬（新進党・近畿比例代表）して当選し、代議士となって力士を廃業した。旭鷲山も現役を引退した後、2008年6月にモンゴルの国会議員になった。
1983年（昭和58年）3月場所の旭富士の新入幕以来、幕内力士を絶やしたことがなかったが、2007年（平成19年）5月場所前に旭天鵬が協会の禁じている力士の自動車運転によって人身事故を起こしたことで同場所を出場停止となり、翌7月場所で十両へ陥落したことで、部屋の幕内力士連続在位が途絶えた。
2012年（平成24年）、2代大島は65歳となったため、誕生日前日の4月24日限りで日本相撲協会を停年（定年）退職した。2代大島の停年に当たっては、2007年（平成19年）に日本国籍を取得していた旭天鵬が引退して部屋を継承することで大島部屋を存続させる計画もあったが、旭天鵬は現役続行を希望していたため、結局4月24日付で大島部屋は閉鎖されることになった。大島の名跡は武蔵丸光洋に渡って武蔵川部屋を立ち上げるまで続いた。

### 友綱部屋預かり時代
大島部屋が閉鎖されたことに伴い、全ての所属協会員は同じ一門の友綱部屋へ移籍した。旭天鵬も友綱部屋に移籍した後、2015年（平成27年）7月場所限りで現役を引退して年寄・4代大島を襲名したが、すぐには大島部屋の再興はせず、2017年（平成29年）6月11日に10代友綱（元関脇・魁輝）と名跡を交換して11代友綱を襲名し、友綱部屋を継承した。

### 6代による再興以降
2022年（令和4年）1月27日、日本相撲協会は定例理事会を開き、2月1日付で11代友綱と5代大島（10代友綱改め）が再度年寄名跡を交換し、友綱部屋が大島部屋へ改称されることを承認した。これにより、友綱部屋の改称という形ではあるものの、2代大島の直弟子によって10年ぶりに大島部屋が再興されることになった。部屋の看板も、2代大島時代に使用されていたもの（10代式守与太夫が揮毫）を掲げている。
部屋の建物は友綱部屋時代のもの（東京都墨田区業平）を引き続き使用していたが、2023年（令和5年）10月に葛飾区青戸へ移転する予定となった。移転先は公有地であるため、移転に先立って2023年2月7日に葛飾区との間で「葛飾区と相撲部屋との連携・協力に関する協定」を、九重部屋、二子山部屋と共に締結している。
2024年2月28日には、力士の暴力問題により13代宮城野が部屋の指導及び運営権を剥奪された宮城野部屋へ師匠代行として部屋付き親方の18代玉垣が派遣された。18代玉垣は3月場所終了まで宮城野部屋の師匠代行を務め、3月場所終了後に大島部屋へ復帰している。
2024年10月5日に葛飾区青戸の新しい部屋施設で部屋開きが行われた。廊下は幅1メートルほどを確保し、若い衆が過ごす大部屋は広々で、器具が充実しているトレーニング室があるなど“力士ファースト”の設計となっている。
2025年7月場所後に開かれた番付編成会議で、モンゴル出身の旭海雄の新十両昇進が決まり、６代が継承してから初の子飼い関取が誕生した。

## 所在地
- 東京都葛飾区青戸7-27-4
- 京成バス・京成バス東京老健青戸こはるびの里停留所徒歩3分[11]

## 師匠
- 2代：大島武雄（おおしま たけお、大関・旭國、北海道）
- 6代：大島勝（おおしま まさる、関脇・旭天鵬、モンゴル）

## 部屋付き親方
- 玉垣伸哉（たまがき しんや、小結・智ノ花、熊本）※立浪部屋から移籍。友綱部屋時代から引き続き所属。

## 力士

### 現役の関取経験力士
- 旭海雄蓮（十両・モンゴル）

### 幕内

#### 関脇
- 魁聖一郎（ブラジル）※入門は10代（魁輝）の友綱部屋

#### 前頭
- 旭大星託也（前8・北海道）※入門は2代時代の大島部屋

### 2代時代の所属力士
※大島部屋閉鎖時に現役だった力士は大島部屋閉鎖時点での最高位を記した。
横綱
- 旭富士正也（第63代横綱、青森）

関脇
- 旭天鵬勝（モンゴル）※友綱部屋へ移籍

小結
- 旭道山和泰（鹿児島）
- 旭豊勝照（愛知）
- 旭鷲山昇（モンゴル）

平幕
- 旭豪山和泰（前9・千葉）
- 旭里憲治（前14・大阪）
- 旭秀鵬滉規（前15・モンゴル）※友綱部屋へ移籍後前4。
- 旭南海丈一郎（前16・鹿児島）

十両
- 旭日松広太（十1・千葉）※友綱部屋へ移籍後前11。